# Andrzej Poczobut

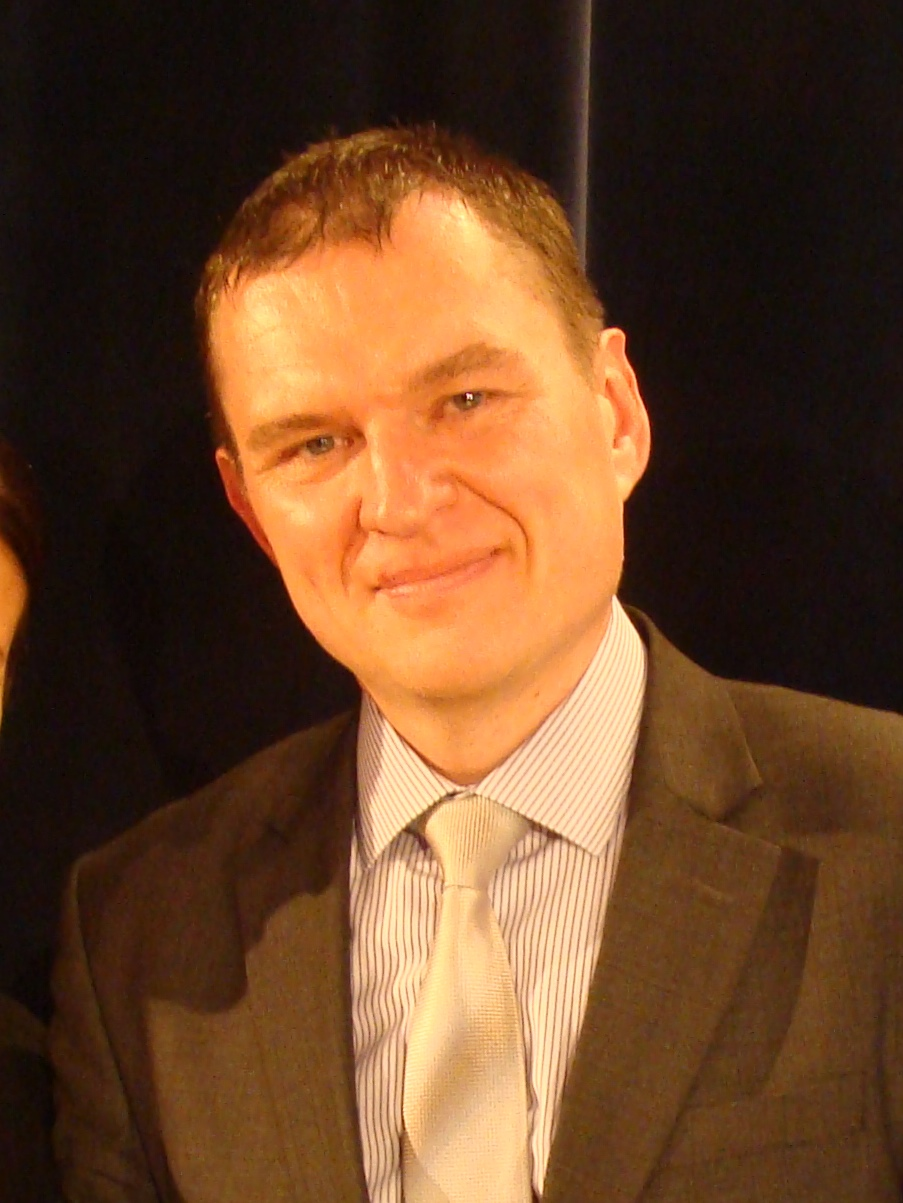
Andrzej Poczobut (2013)

Andrzej Poczobut (belarussisch Андрэй Пачобут) (* 16. April 1973 in Wjalikaja Bjerastawitza in der Belarussischen SSR) ist ein belarussischer Journalist und politischer Aktivist, der aus der polnischsprechenden Minderheit in Belarus stammt. Poczobut wurde unter anderem von Wjasna Amnesty International als politischer Gefangener eingestuft.

## Leben
Poczobut arbeitete bisher für verschiedene Zeitungen und Zeitschriften in Belarus, so zum Beispiel für Dień, Narodnaja Wolja, Głos znad Niemna und das Magazyn Polski. Im August 2011 arbeitete er für die polnische Tageszeitung Gazeta Wyborcza. Er war zu dieser Zeit einer der führenden Mitglieder in der Union der Polen in Belarus.
Pozcobut lebt mit Ehefrau, Tochter und Sohn in Grodno.

## Verhaftungen und deren Folgen
Ende 2010 und Anfang 2011 wurde Poczobut jeweils durch die Behörden des Landes verhaftet. Ihm wurden unter anderem Teilnahme an einer nicht genehmigten Protestveranstaltung vorgeworfen. In der ersten Gerichtsverhandlung erhielt er eine Geldstrafe, die zweite endete mit 15 Tagen Gefängnisstrafe. Poczobuts Einwände, er habe als Journalist den Veranstaltungen beigewohnt, halfen nicht, seine Wohnung wurde durchsucht, Computer und andere Unterlagen wurden beschlagnahmt.
Gegen die Haft Poczobuts protestierte der Präsident des Europaparlaments, Jerzy Buzek. Daneben wandten sich andere Institutionen wie Amnesty International und das Komitee zum Schutz von Journalisten gegen die staatliche Willkür. Poczubuts Zulassung als Journalist wurde ihm entzogen. Einen Vorschlag der Behörden, doch von Warschau aus zu arbeiten, lehnte er ab.
Am 25. März 2021 wurde er erneut festgenommen, und der Hohe Vertreter der Europäischen Union für Außen- und Sicherheitspolitik Josep Borrell verurteilte die Verhaftung.
Am 8. Februar 2023 wurde er nach fast zwei Jahren Untersuchungshaft zu acht Jahren Haft mit „verschärftem Regime“ verurteilt.

## Veröffentlichungen
- System Białoruś, Gliwice 2013, Polen, ISBN 978-83-246-7321-6.